# Antonio Francesco Valenti
Antonio Francesco Valenti (Trevi, 16 dicembre 1668 – Roma, 15 maggio 1731) è stato un funzionario e arcivescovo cattolico italiano, titolare della sede di Teodosia.

## Biografia
Valenti nacque il 16 dicembre 1668 a Trevi, secondogenito proveniente dalla storica famiglia di sangue nobile, da Giacomo Valenti (de Valentibus) e dalla nobile perugina Porzia dei marchesi Ansidei. 
Dopo una breve carriera militare, studiò a Roma dove si laureò in utroque iure presso La Sapienza il 25 settembre 1687.
Ebbe esperienze all'estero e nel 1714 iniziò la sua carriera nella curia romana: nel 1717 ottenne la nomina a canonico di San Giovanni in Laterano. Dal 1720 occupò le cariche di vicecancelliere apostolico e segretario della congregazione di Avignone. Fu ordinato sacerdote il 21 dicembre 1726 e fece parte dell'Accademia dell'Arcadia col nome di Eulogo.
Fu nominato arcivescovo titolare di Teodosia il 20 gennaio 1727 e consacrato da papa Benedetto XIII il 26 gennaio, assistito da Felipe Yturibe, vescovo di Venosa, e da Nicolas-Xavier Santamarie, vescovo titolare di Cirene.
Nominato sotto-datario nel 1720, papa Clemente XII lo volle pro-datario. Destinato a diventare datario, Valenti morì prima di prendere possesso della carica, a causa di un ictus il 15 maggio 1731, nel palazzo della Dataria a Roma. Fu sepolto nella basilica di Santa Maria sopra Minerva.

## Genealogia episcopale
La genealogia episcopale è: 
- Cardinale Scipione Rebiba
- Cardinale Giulio Antonio Santori
- Cardinale Girolamo Bernerio, O.P.
- Arcivescovo Galeazzo Sanvitale
- Cardinale Ludovico Ludovisi
- Cardinale Luigi Caetani
- Cardinale Ulderico Carpegna
- Cardinale Paluzzo Paluzzi Altieri degli Albertoni
- Papa Benedetto XIII
- Arcivescovo Antonio Francesco Valenti